# Đông Phổ
Đông Phổ là phần chính của các khu vực Phổ dọc theo phía đông nam bờ biển Baltic từ thế kỷ 13 đến cuối chiến tranh thế giới thứ II tháng 5 năm 1945. Từ năm 1772-1829 và 1878-1945, tỉnh Đông Phổ là một phần của bang Đức Phổ. Thành phố thủ phủ là Königsberg.
Đông Phổ kèm theo số lượng lớn của vùng đất tổ tiên của những người Phổ cổ Baltic. Trong thế kỷ 13, người Phổ bản địa đã bị chinh phục bởi cuộc thập tự chinh của các hiệp sĩ Teutonic. Những người Balt bản địa, những người sống sót sau cuộc chinh phục dần dần chuyển đổi sang Thiên Chúa giáo. Do sự Đức hóa và thực dân hóa qua nhiều thế kỷ sau, người Đức đã trở thành nhóm dân tộc chủ yếu, trong khi người Ba Lan và người Litva hình thành nên các dân tộc thiểu số. Từ thế kỷ 13, Đông Phổ là một phần của nhà nước tu viện của các hiệp sĩ Teutonic, mà đã trở thành Lãnh địa công tước Phổ năm 1525. Tiếng Phổ cổ đã bị biến mất vào thế kỷ 17 hoặc đầu 18.